# Mira Bergmüller
Mira Bergmüller (geboren 1970 in Friedrichshafen) ist eine deutsche Holzbildhauerin.

## Berufliche Entwicklung
Mira Bergmüller begann 1989 eine Lehre als Holzbildhauerin bei Hans-Joachim Seitfudem, die sie mit der Gesellenprüfung abschloss. Danach besuchte sie ab 1992 die Holzbildhauermeisterschule in München. Dort bestand sie die Meisterprüfung. Daneben war sie freiberuflich als Holzbildhauerin in Bayern und Baden-Württemberg tätig. 1998 begann sie ein Gaststudium an der Hochschule für Bildende Künste Dresden. Sie setzte ihr Studium anschließend bis zur Diplomierung 2005 als ordentliche Studentin bei C. E. Wolff, M. Honert und U. Grossarth fort. Während ihrer Tätigkeit als Meisterschülerin bei Martin Honert übte sie zudem eine Lehrtätigkeit am Berufsbildungszentrum München-Unterföhring (BBZ) aus.

## Auszeichnungen und Nominierungen
- 1993: Danner-Preis
- 1994: Danner-Preis
- 2011: Kunstpreis der Erzdiözese Freiburg: Was ist mir heilig?[2]

## Ausstellungen (Auswahl)
- 2000: Frühlingssalon, Hochschule für Bildende Künste Dresden
- 2001: Junge Kunst aus Dresden, Galerie Horschik, Dresden
- 2002: Jahresausstellung, Hochschule für Bildende Künste Dresden
- 2003: Jahresausstellung, Hochschule für Bildende Künste Dresden
- 2004: Jahresausstellung, Hochschule für Bildende Künste Dresden
- 2009: Art Karlsruhe
- 2010: Art Karlsruhe
- 2011: Art Karlsruhe
- 2012: „Paul Thek und die Anderen“, Kolumba, Köln